# جاکاتیرا
جاکاتیرا (به اسپانیایی: Jachatira) یک کوه در پرو است که در پرو واقع شده‌است. جاکاتیرا ۵٬۳۲۰ متر بالاتر از سطح دریا واقع شده‌است.